# La Petite Mariée

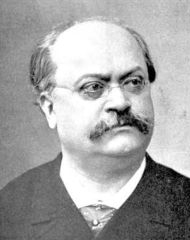
Charles Lecocq

Le Petite Mariée är en opéra bouffe i tre akter med musik av Charles Lecocq och libretto av Eugène Leterrier och Albert Vanloo. Den hade premiär på Théâtre de la Renaissance i Paris den 21 december 1875. Handlingen utspelas i 1500-talets Italien och rör sig kring en farsartad komplikation där hjälten tas "på bar gärning" med den lokale ädlingens hustru.
Stycket togs väl emot och spelades mer än 200 gånger. Den sattes senare upp i London, New York, Berlin och Wien, men har aldrig fått en permanent plats i operarepertoaren.

## Historia
I början av 1870-talet hade Lecocq hade gått från relativ anonymitet till att ersätta Jacques Offenbach som Paris favoritkompositör av komiska operor. Hans La Fille de Madame Angot, med premiär i Bryssel 1872 och påföljande år i Paris, hade slagit kassarekord, och hans opéra bouffe Giroflé-Girofla (1874) hade varit en succé i Bryssel, Paris och internationellt. Lecocq, som hade bott i Bryssel under några år, flyttade tillbaka till sin hemstad Paris, där de flesta av hans operetter skulle få premiär. En av hans medarbetare i La Fille de Madame Angot, Victor Koning, hade tagit över ledarskapet för Théâtre de la Renaissance, och samlat en ensemble lett av en sångerska som  Kurt Gänzl kallar "den regerande drottningen av Parisopérette", Jeanne Granier. Lecocq var i behov av en ytterligare succé efter att ha misslyckat med sina två senaste verk: Les Prés Saint-Gervais (1874) och Le Ponpon (1875).

## Premiär
Verket hade premiär på Théâtre de la Renaissance den 21 december 1875, den första uppsättningen där under Konings ledning. Han hade beställt kostsamma kostymer och dekorer samt engagerat en förstklassig ensemble. Granier, Fèlix Puget, Eugène Vauthier och Alphonsine var bekanta för publiken i Paris efter Lecocqs senate succé, Giroflé-Girofla. Stycket blev omedelbart en hit och spelades 212 gånger.

## Kritik och recensioner
Det förekom en viss kritik att stycket påminde om Giroflé-Girofla både vad gällde handling och musik, men de musiknummer som prisades var Podestàs rondo "Le jour où tu te marieras"; "svärdskupletten" "Ce n'est pas, camarade"; två nummer i akt II: "Donnez-moi votre main" och "näktergalssången" "Or donc en Romagne vivait"; och särskilt en duett mellan hjälten och hjältinnan, "Vraiment, j'en ris d'avance".

## Uppsättningar
Vid tiden för den första nypremiären i Paris (1877) var Granier opasslig och ersattes av Jane Hading. Det förekom ytterligare uppsättningar i Paris 1880 (med Granier), 1887, 1908, 1909 och 1921. Sedan dess har verket sällan satts upp, men det fick en kort speltid på Odeon Theatre i Marseille 2002.
Stycket spelades (på franska) i London 1876 och 1888. En engelsk översättning gjord av Harry Greenbank användes för en uppsättning där 1897 med titeln The Scarlet Feather, med musiknummer komponerade av Lionel Monckton. En fransk uppsättning gavs i New York 1877. Tyska översättningar användes i Berlin 1877 och Wien 1879.

## Originalbesättning
- Podestà, Rodolpho – Eugène Vauthier
- San Carlo – Fèlix Puget
- Graziella (hans hustru) – Jeanne Granier
- Marquis de Casteldémoli (hennes fader) – M. Caliste
- Raphaël de Montefiasco – Joseph François Dailly
- Lucrézia (hans hustru) – Alphonsine
- Théobaldo – Mdlle. Panseron
- Beppo (en värdshusvärd) – Paul Albert
- Béatrix (hans hustru) – Blanche Miroir
- En stum – M. Derval
- En främmande man – M. Baudin
- En främmande kvinna – Mlle Duchesne

## Handling
Akt IEtt värdshus i en by utanför Bergamo.
Beppo och hans hustru oroar sig för tre av deras gästers uppträdande. Men de är inte politiska konspiratörer som Beppo och Béatrix inbillar sig. De består av den vackre Carlo, hans blivande hustru och hennes fader. De håller en så låg profil som möjligt för att undvika uppmärksamhet från den lokale potentaten Rodolpho, Podestà av Bergamo. San Carlo var en gång favorit hos Rodolpho fram tull att han och Podestàs hustru togs på bar gärning. Rodolpho utkrävde ingen hämnd då, men varnade San Carlo att han skulle få betala en gång, och hånade honom på hans bröllopsdag. Sedan dess har han haft San Carlo i sin tjänst vid hovet under konstant bevakning. San Carlo har nu ursäktat sin frånvaro på grund av sjukdom och ämnar gifta sig med Graziella, dotter till Casteldémoli, en rik jordägare. Som vittne har han engagerat sin trofaste vän Montefiasco. När de nygifta lämnar kapellet anländer Podestà för att höra hur det står till med San Carlos hälsa. För att undvika den annalkande hämnden presenterar San Carlo Graziella som Montefiascos hustru, ett skämt som riskerat att slå tillbaka då den formidabla Lucrézia, Montefiascos riktiga hustru också dyker upp. Rodolpho blir betagen i Graziella och befaller att hon, hennes fader och hennes påstådda make Montefiasco ska följa med honom till hovet. Den rasande Lucrezia blir ensam kvar.
Akt IIParken i Podestàs palats i Bergamo.
Casteldémoli har utnämnt till Rodolphos hovmarskalk, Montefiasco till chef över pagerna och Graziella som läsare för Podestà. San Carlo söker efter en utväg ur denna svåra situation. Lucrezia anländer rasande, but Montefiasco lugnar ned henne och förklarar mer eller mindre vad som pågår. Hon blir blidkad tillräckligt för att falla i hans armar. Rodolpho, som har sett det hela, resonerar att om Graziellas (påstådda) make kan flirta med andra kvinnor så kan ingen klandra Rodolpho för att försöka förföra Graziella. Han anförtro San Carlo sina planer, som inte kan se någon annan räddning för Graziella än att fly tillsammans. Deras försök misslyckas och Rodolpho får veta att San Carlo är gift med Graziella och Montefiasco med Lucrezia.
Akt IIIEn hall i palatset.
Rodolpho har låst in San Carlo i sitt rum. Ensam med Graziella har han nästa uppnått sin hämnd, men överväldigas av hennes mildhet och överger sina planer på att förföra henne. De kommer överens om att hon och hennes fader ska ge honom en del av jordägorna mot att han friger alla och anser saken utagerad, särskilt då det framkommer att hans förra hustru hade ihop det med flera andra däribland San Carlo. Han får en liten hämnd då han lyckas få San Carlo att för en kort stund tro att hans frigivning kom till stånd till priset av Graziellas ärbarhet, men allting reds ut och allt slutar lyckligt.

## Musiknummer
Akt I
- Overture
- Kör av resande "Mangeons vite, buvons vite"
- Kör av postiljoner "Hop ! Hop ! gentils postillons"
- Chanson de l'étrier "Depuis plus de cent cinquante ans" (Béatrix)
- Duett och couplets "Mon cher mari, c'est votre femme" (Graziella, San Carlo)
- Trio "Si vous n'aviez pas été si gentille" (Graziella, San Carlo, Casteldémoli)
- Quintet "Voici l'instant" (Graziella, San Carlo, Montefiasco, Casteldémoli, the mute)
- Valse de la cravache "Mon amour, mon idole" (Lucrezia)
- Rondo "Le jour où tu te marieras" (Podestà)
- Final 
  - Kör "Que chacun coure et se presse"
  - Sextet "De terreur, de surprise" (Graziella, Lucrezia, San Carlo, Montefiasco, Casteldémoli, Podestà)
  - Final "La voiture de Monseigneur"

Akt II
- Entr'acte
- Kör "A midi"
- Réception des dignitaires "Salut aux nouveaux dignitaires" (Kör, Graziella, Montefiasco, Casteldémoli, Théobaldo)
- Couplets de l' épée "Ce n'est pas, camarade" (Svärdskupletten:Théolbaldo, pager)
- Couplets du jour et de la nuit "Le jour, vois-tu bien" (San Carlo, Graziella)
- Duo des gifles "Ah ! ce souvenir m'exaspère" (Lucrezia, Montefiasco)
- Duo de la lecture "Donnez-moi votre main" (Podestà, Graziella)
- Fabliau: Le rossignol "Or donc en Romagne vivait" (Podestà, Graziella)
- Duet "Tu partiras" (Graziella, San Carlo)
- Couplets de l'enlèvement "Vraiment, j'en ris d'avance" (Graziella, San Carlo)
- Ronde de nuit "Quand la nuit commence" (Théobaldo, pagerna)
- Final - alla
  - Scène du duel "Capitaine, le sabre au vent"
  - Ensemble "Je suis la sienne"
  - Ronde de la petite mariée "Dans la bonne société"

Akt III
- Entr'acte
- Introduction, La Diane "Plan, rataplan, c'est le tambour" (Kör)
- Quartet "Dans la chambrette solitaire" (Graziella, Lucrezia, Montefiasco, Casteldémoli)
- Couplets "Vraiment, est-ce là la mine" (Podestà)
- Couplets des reproches "Pour vous sauver" (Graziella)
- Duo des larmes "Tu pleures, Graziella" (Graziella, San Carlo)
- Couplet final "Enfin mon bonheur est complet" (Graziella, alla)